# Bechamel

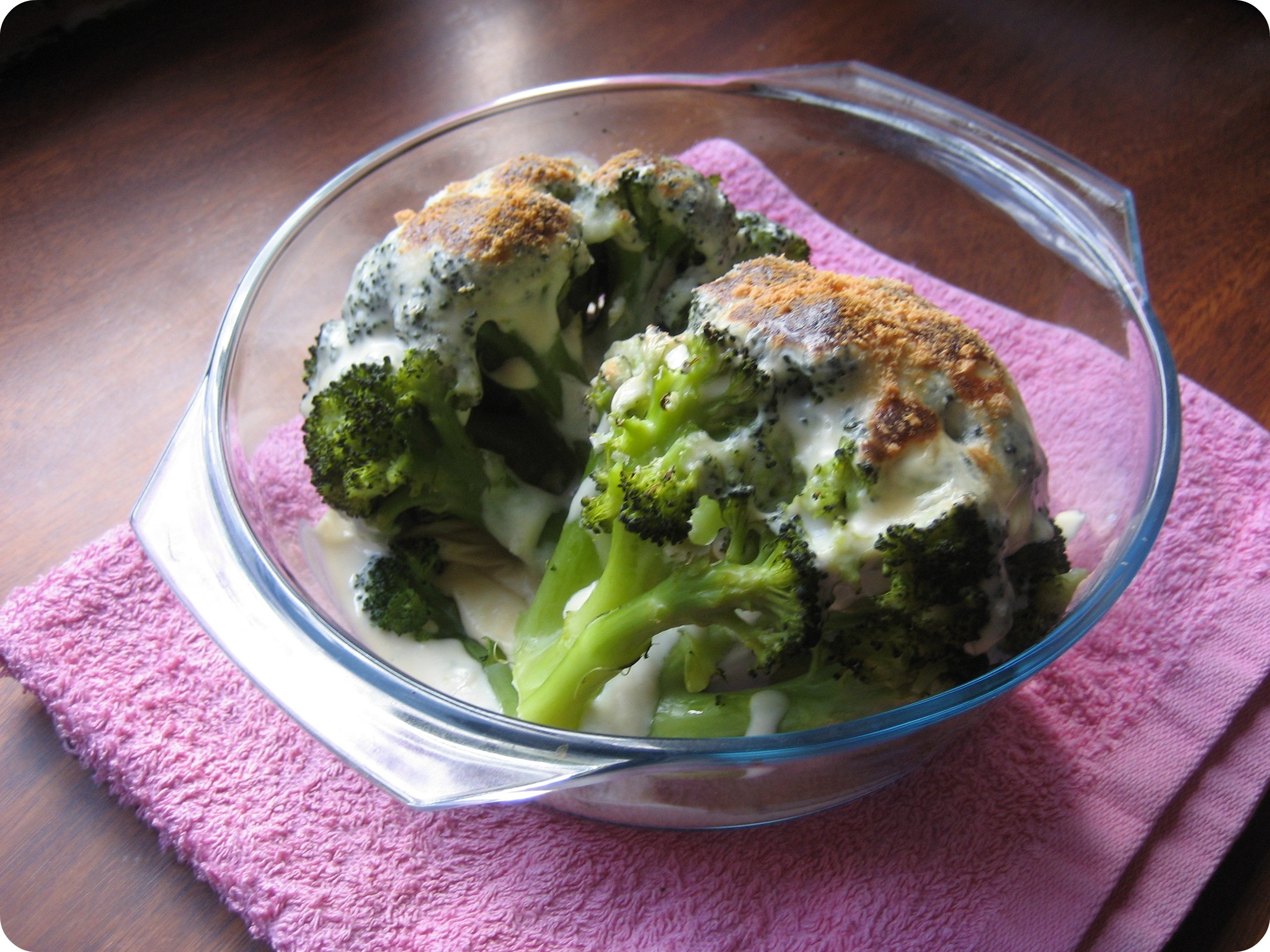
Brocoli con salsa bechamel ligeramente gratinada al horno.

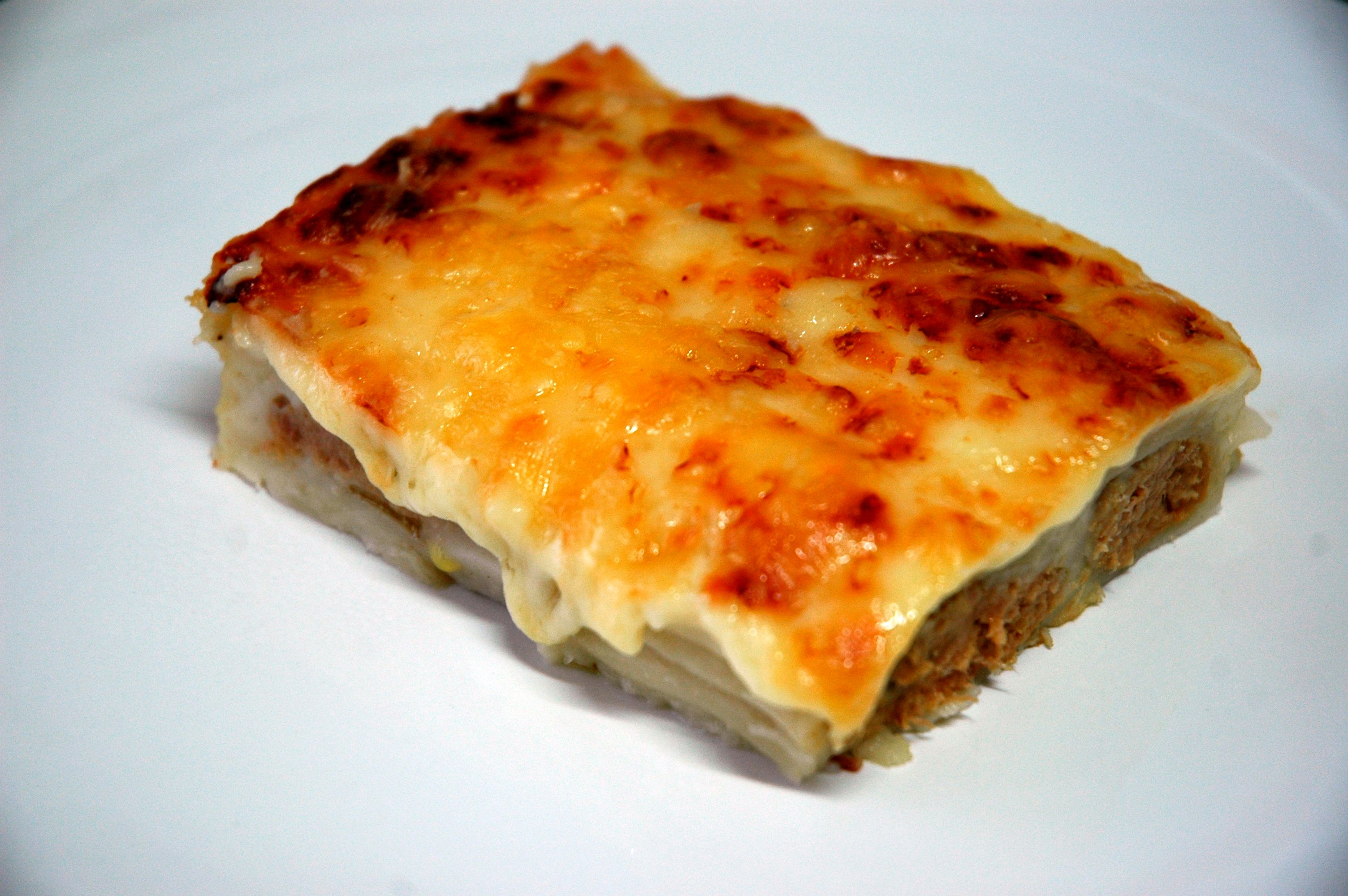
Una de las aplicaciones de esta salsa es el gratinado de pasta o de verduras.

La bechamel, besamel, o salsa blanca es una salsa, más bien espesa, cuyo origen está en la cocina francesa.
Se elabora añadiendo leche a un roux (también conocido como grasoso) blanco (una harina sofrita en una grasa que, por regla general, es mantequilla o margarina). Esta salsa se ha popularizado por su uso en la elaboración de platos gratinados que contienen pasta o verduras, solas o con carne o pescado, tanto en las cocinas profesionales como amateur. Hoy en día es tan popular que puede encontrarse envasada (generalmente en tetrabrik) y lista para ser empleada en la zona de refrigerados de tiendas de alimentación. La receta de esta salsa no se ha modificado sustancialmente a lo largo de los años, aunque el número de ingredientes que se le pueda incorporar para enriquecer su sabor haya ido en aumento. La salsa bechamel es una "salsa madre", base de muchas otras salsas.

## Características
El empleo de la leche tiene como finalidad por una parte la de apagar el sabor de la harina cruda y, por otra parte, la de diluir y cocer la mezcla.
Aunque la técnica de elaboración sea la misma, la bechamel se diferencia de la salsa velouté o salsa clara, en que esta última no se hace con líquidos lácteos, sino que está formada por un roux claro y un caldo o fondo.
El inicio de la elaboración de la salsa es la preparación de un roux blanco, es decir una mezcla de una substancia grasa calentada (especialmente mantequilla) a la que se añade harina. A partir de ahí la cantidad de lácteos (leche) dependerá de la textura final que quiera darse. La leche (o de forma más general los lácteos) tiene que añadirse en cantidad suficiente para que la mezcla se cueza. Una de las preocupaciones de todo cocinero cuando se enfrenta a la elaboración de una bechamel es la formación indeseada de grumos (aglomeraciones) de harina durante las últimas fases. Para evitarlo, es imprescindible que el proceso de cocción se realice a fuego lento, vertiendo la leche poco a poco y removiendo según se vaya ligando con la harina. Se debe entender que cuanto más lácteo se vierta durante su elaboración más diluida saldrá la textura de la salsa final.
El lípido usado es generalmente mantequilla o margarina, aunque en España y en otros países del sur de Europa se emplea a menudo el aceite de oliva; la harina suele ser de trigo, aunque la de maíz tampoco es desconocida en América Latina. Aunque no es imprescindible, es frecuente aderezarla con nuez moscada, pimienta molida y eventualmente con clavo aromático.
{\displaystyle \underbrace {Harina+Mantequilla} _{Roux}+Leche\longmapsto Bechamel}
Para su elaboración hay que tener en cuenta que el roux debe mezclase con los lácteos en una proporción de 35 g por litro de lácteos. Cuando se elabora se calienta la substancia grasa (aceite, mantequilla, margarina, grasa, etc.) y se añade la harina removiendo hasta que empieza a formar burbujas pero sin que llegue a tomar un color tostado. Para realizar esta operación se debe emplear un recipiente apropiado en el que sea adecuado no dejar de remover con una cuchara de palo para evitar la formación de posibles grumos. Se aconseja verter la harina fuera de la fuente de fuego, para evitar la aparición de grumos, al igual que cuando se vierten los lácteos. Se puede emplear un batidor para facilitar la operación.

## Historia
Una teoría afirma que la bechamel nació en Florencia (Italia) de la mano de los cocineros florentinos de Catalina de Médici y posteriormente llevaron la receta a Francia cuando esta se casó con Enrique II de Francia en 1533. Sin embargo, eso constituye una leyenda ya que no hay ningún archivo hablando de aquella salsa y se sabe que Catalina de Médici no tenía ningún cocinero italiano con ella en la corte de Francia. La primera receta conocida, aunque era bastante diferente de la actual bechamel, apareció descrita por primera vez en el libro de cocina titulado Le Cuisinier Français, publicado en 1651 por el cocinero François Pierre de La Varenne (1615-1678), chef de Nicolas Chalon du Blé, marqués de Uxelles (1615-1678). La invención de esta salsa se atribuye al cocinero francés del duque Louis de Béchameil (1630-1703). La receta fidedigna acerca de su elaboración ha ido cambiando a lo largo de los últimos cien años. En las recetas de hace varios siglos desde el XVIII se mencionaba su uso como salsa de base para elaborar una salsa Mornay. En algunas se empleaban quesos del tipo roquefort, stilton, gorgonzola, fourme d'Ambert, Bleu d'Auvergne, etcétera.

## Usos
Dependiendo del uso que se le vaya a dar, se puede elaborar más o menos espesa. Si se va a usar para croquetas, se hace de forma que solidifique, con lo que el nombre de salsa quedaría en entredicho. Sin embargo, cuando se usa para cubrir canelones, lasañas o para las espinacas a la crema, se suele hacer más ligera y fluida.
La bechamel sirve para espesar los jugos de cocción de guisos y asados y convertirlos así en salsas untuosas. Permite también dar un acabado ligado y cremoso a las sopas llamadas "cremas", como la crema de champiñones, de espárragos, de espinacas, etcétera. En la cocina zaragozana y de La Rioja (España) es costumbre tradicional acompañar con cardos cocidos en la cocina de Navidad.

## Variantes
Las múltiples variaciones posibles de la salsa bechamel permiten incorporarle quesos, como en la salsa Mornay. También se puede incorporar ingredientes picados finamente como la cebolla sofrita (generalmente se sofríe antes de añadir la harina) o todo tipo de carnes, verduras o pescados, como cuando se prepara para croquetas, relleno de pimientos o para hacer el famoso soufflé francés. Algunas de las variaciones son famosas, como en el caso de la salsa Villeroy, que se emplea en los rebozados de algunos platos como el pollo a la Villeroy. Cuando se añade mostaza y vino blanco se tiene la salsa Thermidor, empleada en la elaboración de pescados o marisco (langosta Thermidor).
Otra variación posible es hacerla, por ejemplo, con leche de soja, y es apta entonces para veganos e intolerantes a la lactosa. También se presta a ser aromatizada con todo tipo de especias como el curry o la nuez moscada. Así mismo, se puede emplear fécula de maíz en lugar de harina de trigo, apta entonces para personas intolerantes al gluten (como por ejemplo los celíacos).